# Achaea leucopasa
Achaea leucopasa is een vlinder van de familie van de spinneruilen (Erebidae). De wetenschappelijke naam van deze soort is voor het eerst voorgesteld als Ophisma leucopasa door Francis Walker in een publicatie uit 1858.
De soort komt voor op Madagaskar en Réunion.